# Rosemère
Rosemère è un comune del Canada, situato nella provincia del Québec, nella regione di Laurentides.

## Dati demografici
Secondo la città:
- Popolazione totale: 14.377
- Abitazioni: 5.258
- Superficie (km².): 12,35
- Densità (persone per km².): 1166